# Hôn nhân cùng giới ở Puebla
Hôn nhân cùng giới đã trở thành hợp pháp tại bang Puebla của México vào ngày 1 tháng 8 năm 2017, với phán quyết của Tòa án Công lý Tối cao Quốc gia (Tòa án Tối cao Mexico) giáng xuống Điều 300 của Bộ luật Dân sự, giới hạn kết hôn với một người đàn ông và một người phụ nữ và Điều 294, trong đó tuyên bố rằng hôn nhân tồn tại chỉ với mục đích sinh sản. SCJN tiếp tục loại bỏ yêu cầu đối với các cá nhân để có được một amparo (lệnh cấm) cho hôn nhân cùng giới ở tiểu bang, đồng tình với Ủy ban Nhân quyền Quốc gia (tiếng Tây Ban Nha: Comisión Nacional de los Derechos Humanos) mà Bộ luật Dân sự đã vi phạm quyền tự quyết của công dân LGBTI.

## Lịch sử

### Pháp luật
Vào ngày 7 tháng 12 năm 2006, một dự luật kết hợp dân sự tương tự với Thành phố Mexico đã được đề xuất ở Puebla, nhưng nó đã vấp phải sự phản đối và chỉ trích mạnh mẽ từ các đại biểu của Đảng Cách mạng Thể chế (PRI) và Đảng Hành động Quốc gia (PAN), người đã tuyên bố rằng" gia đình truyền thống là mô hình xã hội duy nhất và không thể có một mô hình khác. " Vào ngày 15 tháng 3 năm 2011, Ley de Sociedad de Convivencia đã được đề xuất một lần nữa. Sau năm đánh giá trong những năm tiếp theo, vào ngày 8 tháng 6 năm 2014, luật pháp đã bị hoãn lại cho đến phiên họp sau đó. Vào ngày 29 tháng 9 năm 2014, Cơ quan lập pháp tuyên bố rằng sẽ không có cuộc thảo luận nào trong điều khoản lập pháp đó.
Vào ngày 7 tháng 3 năm 2013, một nhóm các nhà hoạt động đã trình bày trước Quốc hội của Puebla một đề xuất, "Luật Agnès Torres", nhằm sửa đổi các Điều 831, 931, 932 và 935 của Bộ luật Dân sự của Puebla và Điều 751 của Bộ luật Thủ tục tố tụng dân sự cho phép các tài liệu nhận dạng hợp pháp phù hợp với tính cách và giới tính của sự lựa chọn cá nhân và bảo vệ công dân LGBT khỏi sự phân biệt đối xử. Vào ngày 8 tháng 11 năm 2014, một cuộc tuần hành đã được tổ chức bởi các nhà hoạt động và những người ủng hộ, kêu gọi Quốc hội thông qua luật để bảo vệ bản sắc giới và phê duyệt hôn nhân cùng giới.
Đại hội đã từ chối một dự luật đoàn thể dân sự vào tháng 12 năm 2014. PRD, người ủng hộ dự luật liên minh dân sự, tuyên bố ý định giới thiệu lại dự luật vào năm 2015. Vào ngày 11 tháng 6 năm 2015, một thành viên của PRD đã gửi một dự luật kết hôn thay vì trích dẫn các quyết định của tòa án quốc gia có lợi cho các cặp cùng giới muốn kết hôn. Vào ngày 18 tháng 6 năm 2015, thông báo rằng đề xuất kết hôn sẽ được xem xét vào tháng 10, giúp các đại biểu có thời gian để được giáo dục về đề xuất này trước khi nó được đệ trình để phân tích. Vào tháng 6 năm 2016, đại diện của Quốc hội Puebla tuyên bố rằng họ sẽ không hợp pháp hóa hôn nhân cùng giới, ít nhất là cho đến khi Tòa án Tối cao Mexico quy định về hành động vi hiến được đệ trình vào đầu tháng 5.
Vào tháng 10 năm 2018, Phó PRI Rocío García Olmedo đã giới thiệu một dự luật trước Quốc hội nhằm tìm cách mã hóa hôn nhân cùng giới trong Bộ luật Dân sự của tiểu bang.